# NGC 4343
NGC 4343 (również PGC 40251 lub UGC 7465) – galaktyka spiralna (Sb), znajdująca się w gwiazdozbiorze Panny. Odkrył ją William Herschel 13 kwietnia 1784 roku. Jest to galaktyka z aktywnym jądrem. Należy do Gromady w Pannie.